# Pimelodella modestus
Pimelodella modestus är en fiskart som först beskrevs av Günther, 1860.  Pimelodella modestus ingår i släktet Pimelodella och familjen Heptapteridae. Inga underarter finns listade i Catalogue of Life.